# Light Camera Action
Lights Camera Action – singel australijskiej piosenkarki Kylie Minogue. Jest to pierwszy singiel z siedemnastego studyjnego albumu Tension II z 2024 roku. Piosenkę napisała Minogue, norweska piosenkarka i autorka tekstów Inna Wroldsen i producent Lewis Thompson. Muzycznie jest to piosenka elektroniczna z wpływami muzyki klubowej i techno.
Po wydaniu utwór otrzymał pozytywne recenzje od krytyków muzycznych, a publikacje porównywały go do Tension (2023), zwłaszcza hitowego singla "Padam Padam".

## Wydanie
Po sukcesie komercyjnym i krytycznym szesnastego albumu studyjnego Minogue Tension, Variety ogłosiło, że Minogue może wydać reedycję krążka w 2024 roku. W kolejnym miesiącu Minogue zasugerowała pracę nad nową muzyką podczas wywiadów na 66. dorocznej gali rozdania nagród Grammy, gdzie zdobyła drugą nagrodę Grammy, a pierwszą w kategorii Najlepsze Nagranie - Pop/Dance za swój singiel "Padam Padam". W tym samym roku współpracowała przy kilku utworach, w tym "Dance Alone" z australijską piosenkarką Sią, "Midnight Ride" z południowoafrykańskim piosenkarzem Orvillem Peckiem i amerykańskim DJ-em Diplo, "My Oh My" z amerykańską piosenkarką Bebe Rexhą i szwedzką artystką Tove Lo oraz "Edge of Saturday Night" z amerykańską DJ-ką The Blessed Madonna.
19 września Minogue wstawiła tajemnicze wideo w mediach społecznościowych z podpisem "tomorrow", sugerujące, że artystka zapowie trasę koncertową, nowy singiel lub album następnego dnia. Dzień później ujawniła tytuł swojego siedemnastego albumu studyjnego Tension II, formaty jego wydania, trasę Tension Tour i główny singiel z albumu Lights Camera Action. 21 września zapowiedziała utwór na imprezie odsłuchowej wraz z resztą materiału z albumu. Ponadto Minogue udostępniła krótki fragment utworu i jego okładkę; grafika jest klatką z teledysku do singla, który został nakręcony w Budapeszcie na Węgrzech. 27 września BMG i firma Minogue Darenote wydały singiel w formatach cyfrowych i streamingowych. Tego samego dnia wydano cyfrową EP-kę z remiksami Confidence Mana, Zacha Witnessa i Jacondy, w tym oryginalny i rozszerzony mix.